# الدوري الأمريكي لكرة السلة للمحترفين 1960–61
الدوري الأمريكي لكرة السلة للمحترفين 1960–61 (بالإنجليزية: 1960–61 NBA season)‏ هو موسم من الرابطة الوطنية لكرة السلة. أقيم خلال الفترة 19 أكتوبر 1960 وحتى 11 أبريل 1961، وأشرف على تنظيمه الرابطة الوطنية لكرة السلة، وفاز فيه بوسطن سيلتكس.